# Lliga Catalana de corfbol
La Lliga Catalana de corfbol, també coneguda com a Lliga Nacional de Korfbal és una competició esportiva de clubs catalans de corfbol, creada la temporada 1985-86. De caràcter anual, està organitzada per la Federació Catalana de Korfbal. El nombre de participants ha anat variant amb el temps, tanmateix des de la temporada 2008-09, hi participen vuit equips disputant una fase regular en format lligueta. Els quatre millors classificats disputen una semifinal en format de play-offs que determina els finalistes de la competició. La final es juga en una seu neutral, normalment al més de juny, que decideix el campió del torneig. Degut a l'increment progressiu de clubs catalans de corfbol, la temporada 2002-03 va crear-se la Segona Divisió, i la temporada 2009-10, la Tercera Divisió, que va desaparèixer després de la temporada 2015-2016.
El dominador històric de la competició és el CK Egara'85 amb nou títols consecutius entre 1986 i 1994.

## Historial
| En negreta = Equip guanyador (1) = Nombre de campionats Nota: Noms dels equips segons l'època |

| Edició  | Temporada | Data                                                   | Campió                                                 | Resultat                                               | Subcampió                                              | Seu                                                    | refs        |
| ------- | --------- | ------------------------------------------------------ | ------------------------------------------------------ | ------------------------------------------------------ | ------------------------------------------------------ | ------------------------------------------------------ | ----------- |
| I       | 1985-86   |                                                        | CK Egara'85 (1)                                        |                                                        |                                                        |                                                        | [ 2 ]       |
| II      | 1986-87   |                                                        | CK Egara'85 (2)                                        |                                                        |                                                        |                                                        | [ 2 ]       |
| III     | 1987-88   |                                                        | CK Egara'85 (3)                                        |                                                        |                                                        |                                                        | [ 2 ]       |
| IV      | 1988-89   |                                                        | CK Egara'85 (4)                                        |                                                        |                                                        |                                                        | [ 2 ]       |
| V       | 1989-90   |                                                        | CK Egara'85 (5)                                        |                                                        |                                                        |                                                        | [ 2 ]       |
| VI      | 1990-91   |                                                        | CK Egara'85 (6)                                        |                                                        |                                                        |                                                        | [ 2 ]       |
| VII     | 1991-92   |                                                        | CK Egara'85 (7)                                        |                                                        |                                                        |                                                        | [ 2 ]       |
| VIII    | 1992-93   |                                                        | CK Egara'85 (8)                                        |                                                        |                                                        |                                                        | [ 2 ]       |
| IX      | 1993-94   |                                                        | CK Egara'85 (9)                                        |                                                        |                                                        |                                                        | [ 2 ]       |
| X       | 1994-95   |                                                        | Sant Llorenç KC (1)                                    |                                                        |                                                        |                                                        | [ 3 ]       |
| XI      | 1995-96   |                                                        | Sant Llorenç KC (2)                                    |                                                        |                                                        |                                                        | [ 4 ]       |
| XII     | 1996-97   |                                                        | Sant Llorenç KC (3)                                    |                                                        |                                                        |                                                        | [ 4 ]       |
| XIII    | 1997-98   |                                                        | CK L'Autònoma (1)                                      |                                                        |                                                        |                                                        | [ 5 ]       |
| XIV     | 1998-99   |                                                        | CK L'Autònoma (2)                                      |                                                        |                                                        |                                                        | [ 5 ]       |
| XV      | 1999-00   |                                                        | Sant Llorenç KC (4)                                    |                                                        |                                                        |                                                        | [ 4 ]       |
| XVI     | 2000-01   |                                                        | Sant Llorenç KC (5)                                    |                                                        |                                                        |                                                        | [ 4 ]       |
| XVII    | 2001-02   | 06-2002                                                | CK L'Autònoma (3)                                      |                                                        | Korfbal Maurina                                        |                                                        | [ 5 ] [ 6 ] |
| XVIII   | 2002-03   | 05-2003                                                | CK L'Autònoma (4)                                      |                                                        | Sant Llorenç KC                                        |                                                        | [ 5 ] [ 7 ] |
| XIX     | 2003-04   |                                                        | CK L'Autònoma (5)                                      |                                                        |                                                        |                                                        | [ 5 ]       |
| XX      | 2004-05   | 11-06-2005                                             | CK Vacarisses (1)                                      | 17-11                                                  | Sant Llorenç KC                                        | Poliesportiu Municipal, Vacarisses                     | [ 8 ]       |
| XXI     | 2005-06   |                                                        | CK Vacarisses (2)                                      |                                                        | CK Badalona                                            |                                                        |             |
| XXII    | 2006-07   |                                                        | CK Vacarisses (3)                                      |                                                        | CEVG Stirling                                          |                                                        |             |
| XXIII   | 2007-08   | 10-06-2008                                             | CK Vacarisses (4)                                      | 12-10                                                  | CEVG Stirling                                          | Poliesportiu Municipal, Vacarisses                     | [ 9 ]       |
| XXIV    | 2008-09   |                                                        | CK Vacarisses (5)                                      |                                                        | CEVG Stirling                                          |                                                        |             |
| XXV     | 2009-10   | 7-06-2010                                              | CK Vacarisses (6)                                      | 17-12                                                  | KA Vallparadís                                         |                                                        | [ 10 ]      |
| XXVI    | 2010-11   | 11-06-2011                                             | KA Vallparadís (1)                                     | 20-18                                                  | CEVG                                                   | Pavelló de la Mar Bella, Barcelona                     | [ 11 ]      |
| XXVII   | 2011-12   |                                                        | Bar Avenida CEVG (1)                                   |                                                        | KA Vallparadís                                         | Pavelló de la Vall d'Hebron, Barcelona                 | [ 12 ]      |
| XXVIII  | 2012-13   | 04-06-2013                                             | KC Barcelona (1)                                       | 22-20                                                  | Bar Avenida CEVG                                       | Pavelló Municipal d'Esports, Sabadell                  | [ 13 ]      |
| XXIX    | 2013-14   | 07-06-2014                                             | KA Vallparadís (2)                                     | 23-19                                                  | Bar Avenida CEVG                                       | Poliesportiu Municipal Euskadi, Mataró                 | [ 14 ]      |
| XXX     | 2014-15   | 13-06-2015                                             | KA Vallparadís (3)                                     | 24-22                                                  | CK Castellbisbal                                       | Pavelló de Sant Llorenç, Terrassa                      | [ 15 ]      |
| XXXI    | 2015-16   | 10-06-2016                                             | KA Vallparadís (4)                                     | 29-25                                                  | KC Barcelona                                           | Pavelló de Can Jofresa, Terrassa                       | [ 16 ]      |
| XXXII   | 2016-17   | 10-06-2017                                             | KA Vallparadís (5)                                     | 27-25                                                  | KC Barcelona                                           | Pavelló de Pardinyes, Lleida                           | [ 17 ]      |
| XXXIII  | 2017-18   | 26-05-2018                                             | CK Castellbisbal (1)                                   | 32-28                                                  | KA Vallparadís                                         | Illa Esportiva de Castellbisbal                        | [ 18 ]      |
| XXXIV   | 2018-19   | 02-06-2019                                             | KC Barcelona (2)                                       | 28-23                                                  | KA Vallparadís                                         | Poliesportiu Municipal, Vacarisses                     | [ 19 ]      |
| XXXV    | 2019-20   | Edició suspesa pel risc públic de contagi del COVID-19 | Edició suspesa pel risc públic de contagi del COVID-19 | Edició suspesa pel risc públic de contagi del COVID-19 | Edició suspesa pel risc públic de contagi del COVID-19 | Edició suspesa pel risc públic de contagi del COVID-19 |             |
| XXXVI   | 2020-21   | 13-06-2021                                             | KA Vallparadís (6)                                     | 32-29                                                  | Platja d'Aro KC                                        | Pavelló de Sant Llorenç, Terrassa                      | [ 20 ]      |
| XXXVII  | 2021-22   | 13-06-2022                                             | CK Vallparadís (7)                                     | 21-19                                                  | KC Barcelona                                           | Palau d’Esports i Congressos, Platja d'Aro             | [ 21 ]      |
| XXXVIII | 2022-23   | 05-06-2023                                             | KC Barcelona (3)                                       | 18-16                                                  | Platja d'Aro KC                                        | Illa Esportiva de Castellbisbal                        | [ 22 ]      |
| XXXIX   | 2023-24   | 27-05-2024                                             | KC Barcelona (4)                                       | 18-16                                                  | CK Vallparadís                                         | Illa Esportiva de Castellbisbal                        | [ 23 ]      |

## Palmarès
| Equip                              | Campió | Subcampió | Finals | Anys campió                                                                     | Anys subcampió                                       |
| ---------------------------------- | ------ | --------- | ------ | ------------------------------------------------------------------------------- | ---------------------------------------------------- |
| Club Korfbal Egara'85              | 9      | 0         | 9      | 1985-86, 1986-87, 1987-88, 1988-89, 1989-90, 1990-91, 1991-92, 1992-93, 1993-94 | —                                                    |
| Club Korfbal Vallparadís           | 7      | 5         | 12     | 2010-11, 2013-14, 2014-15, 2015-16, 2016-17, 2020-21, 2021-22                   | 2009-10, 2011-12, 2017-18, 2018-19, 2023-24          |
| Club Korfbal Vacarisses            | 6      | 0         | 6      | 2004-05, 2005-06, 2006-07, 2007-08, 2008-09, 2009-10                            | —                                                    |
| Sant Llorenç Korfbal Club          | 5      | 2         | 7      | 1994-95 1995-96, 1996-97, 1999-00, 2000-01                                      | 2002-03, 2004-05                                     |
| Club Korfbal L'Autònoma            | 5      | 0         | 5      | 1997-98, 1998-99, 2001-02, 2002-03, 2003-04                                     | —                                                    |
| Korfbal Club Barcelona             | 4      | 3         | 6      | 2012-13, 2018-19, 2022-23, 2023-24                                              | 2015-16, 2016-17, 2021-22                            |
| Club Esportiu Vilanova i la Geltrú | 1      | 6         | 7      | 2011-12                                                                         | 2006-07, 2007-08, 2008-09, 2010-11, 2012-13, 2013-14 |
| Club Korfbal Castellbisbal         | 1      | 1         | 2      | 2017-18                                                                         | 2014-15                                              |
| Platja d'Aro Korfbal Club          | 0      | 2         | 2      | —                                                                               | 2020-21, 2022-23                                     |
| Club Esportiu Korfbal La Maurina   | 0      | 1         | 1      | —                                                                               | 2001-02                                              |
| Club Korfbal Badalona La Rotllana  | 0      | 1         | 1      | —                                                                               | 2005-06                                              |